# Berresa natalis
Berresa natalis là một loài bướm đêm trong họ Noctuidae.